# Чарівник із Любліна
(…) Every leaf and stalk had its inhabitant: a worm, a bug, a gnat, creatures barely discernible to the naked eye. As always, Yasha marveled at them. Where did they come from? How did they exist? What did they do in the night? They died in winter but, with summer, the swarms came again. How did that happen? When he was in the tavern, Yasha played the atheist but, actually, he believed in God. God’s hand was evident everywhere. (…). Who created all this? Yasha would ask himself. Was it the sun? If so, then perhaps the sun was God. Yasha had read in some holy book that Abraham had worshiped the sun before accepting the existence of Jehovah.
No, he was not illiterate. His father had been a learned man, and Yasha had even studied the Talmud as a boy. After his father’s death, he had been advised to continue his education, but instead had joined a traveling circus. He was half Jew, half Gentile – neither Jew nor Gentile. He had worked out his own religion. There was a Creator, but He revealed Himself to no one, gave no indications of what was permitted or forbidden. Those who spoke in His name were liars.
Ісаак Башевіс Зінгер, «Чарівник із Любліна»
Ісаак Башевіс Зінгер, «Чарівник із Любліна»
«Чарівник із Любліна» (їд. דער קונצנמאכער פון לובלין) — роман Ісаака Башевіса Зінгера. Написаний на їдиші, але вперше опублікований у перекладі англійською мовою у США видавництвом Noonday (1960), у Великій Британії — Secker & Warburg (1961). 1971 року книга була опублікована на їдиші видавництвом Hamenorah.
Pocket Penguins перевидав книгу 2016 року.

## Сюжет
Кінець 19 століття, Люблін. Головний герой — Яша Мазур (їд. יאַשאַ מאזור) — штукар із Любліна, який подорожує Польщею, виступаючи у різних містах та містечках. Він — єврей, але не дуже релігійний. Одружений із Естер (їд. אסתר), у них нема дітей. У Яші є коханки — асистентка Маґда Збарскіс (їд. מאגדה זבארסקיס), молода «солом'яна» вдова Зевтель (їд. זעווטל) із Пяскі. До всього Яша закоханий у вдову-католичку із Варшави, яку звати Емілія (їд. עמיליא). Емілія живе досить бідно, і у неї є дочка Аліна (їд. אליין). Яша свідомий того, що дочка йому теж подобається. Емілія закохана у Яшу, але вона не готова на «грішні стосунки». Вона хоче, щоб Яша розлучився із дружиною, прийняв християнство, одружився із нею — і щоб вони втрьох поїхали жити до Італії. Їй здається, що Яша розмінює свій талант на копійки — у Європі йому платили б значно більше за його вистави. Яша погоджується із аргументами, серйозно обмірковує це все, але також розуміє, що у них нема достатньої суми коштів, щоб це все зробити. І він бачить єдиний вихід — украсти гроші. А потім, коли їм вдасться налагодити життя там, він, звичайно ж, поверне гроші. Яша був доволі багатим, як на фокусника, але він не міг забрати все в Естер — вона була йому вірною дружиною і підтримувала в усьому. Він не дуже готовий на злочин і кинути все звичне у житті. Але він хоче бути з Емілією. Яша відклав остаточне рішення на пізніше, коли він приїде до Варшави — де у нього планувалася надзвичайна вистава.
Яша збирається до Варшави, прощається з Естер. Дорогою він заїжджає до Маґди. Робить коротку зупинку у Пяскі, щоб побачитися із Зевтель. Після прибуття до Варшави робить перший візит до Емілії і — несподівано навіть для себе — робить їй пропозицію.
Він повертається додому, Маґда розуміє, що щось змінилося. У цей час приходить Зевтель — вона вирішила покинути Пяскі і влаштувати життя у Варшаві. Вона познайомилася із братом та сестрою, які пропонують, що відвезуть її до Аргентини. Яша впевнений, що Зевтель потрапила у пастку і тепер буде у борделі у Аргентині, тож він вирішує піти з нею і дізнатися про все сам. Знайомиться з братом Германом (їд. הערמאן) — і все саме так, які він і думав. Але Герман — цікавий, і Яша проводить із ним майже цілу ніч, показуючи фокуси на картах та за випивкою. Під ранок він вирішує залізти на балкон до Емілії — але в останній момент вирішує пограбувати сусіда Емілії. Яша дуже хвилюється, йому не вдається відкрити замок, він невдало зістрибує на вулицю і пошкоджує ногу. Тікаючи від поліцейського, що його помітив, Яша ховається у синагозі, приєднавшись до ранкових молитов.
Повернувшись додому він відмовляється від допомоги Маґди, яка хотіла викликати лікаря, лягає спати. Ввечері прокидається і знову йде до Емілії. Признайється їй у всьому і вони розходяться. Коли Яша повертається додому — знаходить тіло Маґди. У цілому місті він більше не знає до кого звернутися — і йде до Германа, де зупинилася Зевтель. Там він виявляє, що Зевтель та Герман стали коханцями…
Люблін, через три роки. Яша повернувся до дружини, збудував у дворі будівлю без дверей, тільки з одним вікном, і оселився у ній. Естер та рабин намагалися відмовити його від такої форми покаяння, але безуспішно. Яша став відомим, багато людей приходять до нього звідусіль — дізнатися поради, виговоритися, отримати благословення. Роман завершується листом від Емілії, яка нічого не знала про його долю — і прочитала у газеті, що він став святим. Емілія попросила у нього пробачення за все. І додала, що ця форма каяття — занадто жорстока. У листі вона розповіла йому, що вийшла заміж удруге, що у Аліни все добре, і що дівчина теж йому напише…

## Екранізація
1979 року вийшов фільм «Чарівник із Любліна» (режисер — Менахем Голан, у головній ролі — Алан Аркін).

## Виноски
1. ↑  Magician, 2016, с. 3—4.
2. ↑  Magician, 2016, с. 221.
3. 1 2 3  Isaac Bashevis Singer - Bibliography. Nobel Foundation. Архів оригіналу за 1 червня 2017. Процитовано 18 липня 2017.
4. ↑  Hindus, Milton (26 червня 1960). Yasha Escaped Into a Prison. The New York Times. Архів оригіналу за 19 березня 2014. Процитовано 18 липня 2017.
5. ↑  Bloom, Harold (20 вересня 2010). Bashevis Revisited. The New York Review of Books. Архів оригіналу за 8 квітня 2019. Процитовано 18 липня 2017.
6. ↑  The Magician of Lublin. SOLO. Архів оригіналу за 2 червня 2020. Процитовано 17 липня 2017. [Архівовано 2 червня 2020 у Wayback Machine.]
7. ↑  The magician of Lublin. Translated from the Yiddish by Elaine Gottlieb and Joseph Singer. SOLO. Архів оригіналу за 2 червня 2020. Процитовано 17 липня 2017. [Архівовано 2 червня 2020 у Wayback Machine.]
8. ↑  The Magician of Lublin. Pocket Penguins. Архів оригіналу за 20 травня 2017. Процитовано 17 липня 2017.
9. ↑  The Magician of Lublin. Penguin Books. Архів оригіналу за 4 серпня 2016. Процитовано 17 липня 2017.